# Lycianthes kaernbachii
Lycianthes kaernbachii är en potatisväxtart som först beskrevs av Karl Moritz Schumann och Lauterb., och fick sitt nu gällande namn av Friedrich August Georg Bitter. Lycianthes kaernbachii ingår i Himmelsögonsläktet som ingår i familjen potatisväxter. Inga underarter finns listade i Catalogue of Life.